# Sciara (insecte)
Pour les articles homonymes, voir Sciara (homonymie).
Lycoria, Molobrus, Nowickia, Semisciara
Genre
Synonymes
- Lycoria Meigen, 1800
- Molobrus Latreille, 1805
- Nowickia Kjellander, 1943
- Semisciara Kjellander, 1943

Sciara est un genre d'insectes diptères de la famille des Sciaridae.

## Classification
Le genre Sciara a été créé en 1803 par l'entomologiste allemand Johann Wilhelm Meigen (1764-1845),

## Description

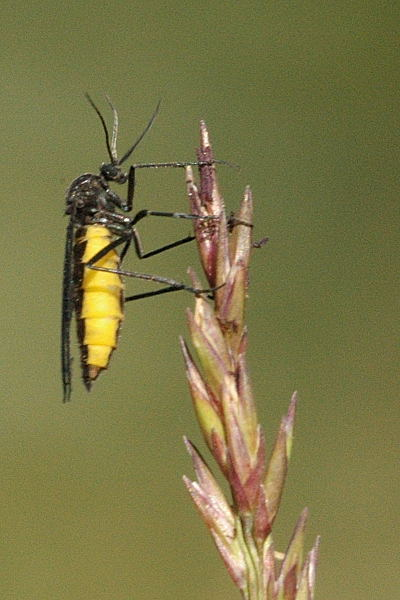
Sciara analis Schiner, 1864.

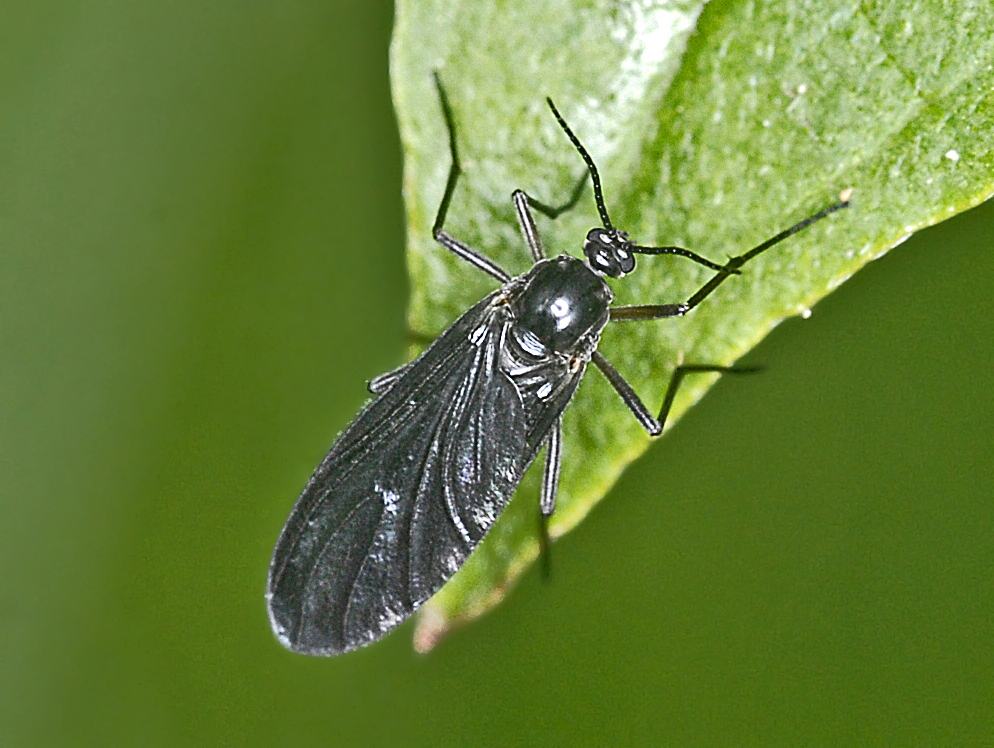
Sciara sp., vue dorsale.

La mouche adulte est petite, jusqu'à 3 mm, a un corps brun foncé, une petite tête et ses pattes et ailes sont relativement longues, ressemblant à un moustique.

## Biologie
Ces insectes se nourrissent de matières organiques en décomposition et de champignons. On les trouve souvent dans les serres. Leurs larves mesurent jusqu'à 6 mm de long, sont blanches, élancées et apodes, avec une tête noire et une peau lisse semi-transparente qui révèle le contenu du tube digestif.
La détermination du sexe chez Sciara est un mécanisme différent. Sciara a essentiellement quatre paires de chromosomes, trois paires d'autosomes et une paire d'allosomes. Certains chromosomes spéciaux appelés chromosomes limités sont présents à certains stades. Le zygote possède trois paires d'autosomes, un ou plusieurs chromosomes limités et trois chromosomes X (deux pères, une mère). Il y a deux lignées à Sciara : la lignée germe et la soma,.

### Lignée germe
La lignée germe est la lignée gamétique où se produit la formation des gamètes. Le nombre de chromosomes au cours de cette lignée est différent chez les mâles et les femelles.
Dans la formation des spermatozoïdes des mâles, la première division spermatocystique est la mitose monocentrique, les chromosomes homologues maternels et paternels sont séparés. Ensuite, peu de chromosomes limités sont éliminés, pas tous. Après cela, un chromosome X paternel est également éliminé. Par conséquent, les cellules de la lignée germinale mâle (spermatogonies) ont trois paires d'autosomes, deux chromosomes X (un maternel et un paternel) et quelques chromosomes limités.
Dans la formation des œufs des femelles, la première division ovarienne est une mitose monocentrique, les chromosomes homologues maternels et paternels sont séparés. Ensuite, peu de chromosomes limités sont éliminés, pas tous. Après cela, les deux chromosomes X paternels sont également éliminés. Par conséquent, les cellules de la lignée germinale féminine (oogones) ont trois paires d'autosomes, un chromosome X maternel et quelques chromosomes limités.

### Lignée soma
La ligne soma est le stade végétatif. Au cours des premiers stades de clivage de l'embryon, les chromosomes limités sont éliminés. Le nombre de chromosomes au cours de cette lignée est différent chez les mâles et les femelles.
Chez les mâles, au cours des 5e et 6e divisions de l'embryon, tous les chromosomes limités sont éliminés. Puis le chromosome X paternel est éliminé qui sont au nombre de deux. Par conséquent, les cellules de la lignée soma mâle ont trois paires d'autosomes et un chromosome X maternel.
Chez les femelles, au cours des 5e et 6e divisions de l'embryon, tous les chromosomes limités sont éliminés. Au stade suivant du clivage, un chromosome X paternel est éliminé. Par conséquent, les cellules femelles de la lignée soma ont trois paires d'autosomes et un chromosome X maternel et un chromosome X paternel.

## Fossiles
Selon Paleobiology Database en 2023, trente-cinq collections de fossiles sont référencées pour 96 occurrences, du Quaternaire, du Pliocène, du Miocène, de l'Oligocène, de l'Éocène, et du Crétacé.

## Espèces fossiles
Selon Paleobiology Database en 2023, les espèces fossiles sont :
- †Sciara acuminata Théobald, 1937
- †Sciara acuminata Heer, 1849
- †Sciara amicula Statz, 1944
- †Sciara antennaria Statz, 1944
- †Sciara atavina von Heyden, 1870
- †Sciara atropha Zhang, 1989
- †Sciara aulica Statz, 1944
- †Sciara austera Statz, 1944
- †Sciara bella Statz, 1944
- †Sciara berckhemeri Armbruster, 1938
- †Sciara bicolora Statz, 1944
- †Sciara braeuhaeuseri Armbruster, 1938
- †Sciara branconis Armbruster, 1938
- †Sciara brevipetiola Zhang, 1989
- †Sciara burmitina Cockerell, 1917
- †Sciara compta Statz, 1944
- †Sciara cryptocephala Statz, 1944
- †Sciara defectuosa Meunier, 1904
- †Sciara deffneri Armbruster, 1938
- †Sciara defossa von Heyden, 1870
- †Sciara deleta Heer, 1864
- †Sciara deperdita Scudder, 1878
- †Sciara dietleni Armbruster, 1938
- †Sciara dormitans Melander, 1949
- †Sciara ehrati Armbruster, 1938
- †Sciara electriphila Cockerell, 1910
- †Sciara endrissi Armbruster, 1938
- †Sciara exilis Statz, 1944
- †Sciara femuralis Statz, 1944
- †Sciara flichei Théobald, 1937
- †Sciara fraasi Armbruster, 1938
- †Sciara gracilenta Statz, 1944
- †Sciara gracilior Statz, 1944
- †Sciara hennigi Armbruster, 1938
- †Sciara heydeni Meunier, 1917
- †Sciara hirtella Heer, 1849
- †Sciara hoelzlei Armbruster, 1938
- †Sciara ignorata Meunier, 1904
- †Sciara inflata Théobald, 1937
- †Sciara janassa von Heyden, 1870
- †Sciara joossi Armbruster, 1938
- †Sciara jucheti Camier & Nel, 2019
- †Sciara jucunda Statz, 1944
- †Sciara kluepfeli Armbruster, 1938
- †Sciara laticornis Statz, 1944
- †Sciara lengersdorfi Armbruster, 1938
- †Sciara lengersdorfi Statz, 1944
- †Sciara longa Statz, 1944
- †Sciara longipennata Statz, 1944
- †Sciara lugens Statz, 1944
- †Sciara martii Novák, 1878
- †Sciara melanopa Statz, 1944
- †Sciara milleri Armbruster, 1938
- †Sciara minuscula Théobald, 1937
- †Sciara minutula Heer, 1849
- †Sciara oblonga Théobald, 1937
- †Sciara ovalipennata Statz, 1944
- †Sciara pelidua Statz, 1944
- †Sciara pennata Statz, 1944
- †Sciara pompeckii Armbruster, 1938
- †Sciara protogaea Heer, 1856
- †Sciara quenstedti Armbruster, 1938
- †Sciara radians Meunier, 1910
- †Sciara rara Meunier, 1904
- †Sciara requieta Melander, 1949
- †Sciara rottensis von Heyden, 1870
- †Sciara saportana Théobald, 1937
- †Sciara schremmeri Bachmayer, 1961
- †Sciara scopuli Scudder, 1890
- †Sciara seemanni Armbruster, 1938
- †Sciara sepulta Lewis, 1969
- †Sciara sopora Melander, 1949
- †Sciara splendida Meunier, 1904
- †Sciara strausi Kohring & Schlüter, 1993
- †Sciara thoracica Statz, 1944
- †Sciara troglodytes Meigen, 1803
- †Sciara villosoides Meunier, 1904
- †Sciara wageri Armbruster, 1938
- †Sciara weylandi Statz, 1944
- †Sciara willershausensis Kohring & Schlüter, 1993
- †Sciara winnertzii von Heyden, 1870

## Liste d'espèces
Sciara est l'un des plus grands genres au monde, avec plus de 700 espèces. Les espèces de ce genre comprennent, :

### Publication originale
- [Johann Wilhelm Meigen 1803] (de) Johann Wilhelm Meigen, « Versuch einer neuen Gattungseintheilung der europäischen zweiflügeligen Insekten », Magazin für Insektenkunde, Brunswick, Inconnu, vol. 2,‎ 1803, p. 259-281 (ISSN 2944-6619 et 2944-6627, OCLC 1606707). .